# Naverlönnsdvärgmal
Naverlönnsdvärgmal (Ectoedemia louisella) är en fjärilsart som först beskrevs av Sircom 1849.  Naverlönnsdvärgmal ingår i släktet Ectoedemia, och familjen dvärgmalar. Arten har ej påträffats i Sverige.

## Bildgalleri

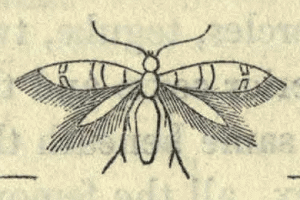